# José Maria Jacinto Rebelo
José Maria Jacinto Rebelo (Rio de Janeiro, 3 de julho de 1821 — Rio de Janeiro, 14 de dezembro de 1871) foi um arquiteto e engenheiro militar brasileiro com destacada atuação no período imperial.

## Vida e obra
Era filho de José Caetano Rebelo e Ana do Sacramento. Casou-se em 1858 com Clara Margarida Mayrink (1837 - 1917), filha do camarista José Carlos Mayrink, irmã do conselheiro Mayrink e do visconde de Mayrink, e sobrinha de Maria Romana Bernardes da Rocha, marquesa de Itamarati.
Foi aluno de Grandjean de Montigny na Academia Imperial de Belas Artes e seguiu a estética neoclássica do mestre. É o autor do pórtico do prédio da Santa Casa de Misericórdia do Rio de Janeiro, cujo traçado geral é de José Domingos Monteiro. Também é o autor do projeto do pórtico monumental do Cemitério do Caju. A ele também é atribuído o projeto do Palácio do Itamaraty.
Foi um dos construtores do Palácio Imperial de Petrópolis, junto com Joaquim Cândido Guilhobel.